# Yamaha STX
Yamaha STX var en snöskoterserie från Yamaha Motor Company. STX-serien introducerades 1976 och fanns i två modeller, en STX340 och en STX440. STX var den kanadensiska motsvarigheten till Yamaha Exciter(EX). Medan effekten på Yamaha Exciter från samma år uppgavs till 48 hk (EX440 -76) och 34 hk (EX340 -77) så lämnade Yamaha inga effektuppgifter på STX-modellerna. 
440-motorerna var 100 cc större än 340-motorerna och 440-motorerna hade en reedventil i insuget medan 340 motorerna hade annat insug och mer var en klassisk tvåtaktsmotor med kolven som ventil.
STX kom att finnas både 1976 och 1977 och är väldigt snarlik med tidiga Exciter-maskiner förutom på färger och dekaler. Yamaha press refererar till STX som Exciter, båda maskinerna fanns 1977 och då uppgav Yamaha att effekten var högre i Exciter 440 än i STX440 när trottelförgasaren ersattes med spjällförgasaren. Annars hade STX samma effekt som EX vid samma år.

## Beteckning
STX står för följande:
S = Snow
T = Touring
X = eXperimential

## Exakta skillnader mellan EX och STX 1976-1977
- STX hade bredare spårvidd, det vill säga sina skidor längre ut från chassit än EX, på grund av originalmonterade järnplattor.
- STX hade en 42 mm KEIHIN trottelförgasare.
- STX hade ett chassi med jämnhög tunnelsida, medan EX tunnelsida blir avsmalnande bakåt.
- STX hade längre sittdyna än EX
- STX hade andra dekaler än EX
- STX hade annat aluminiuminsug än vad EX hade
- STX hade hastighetsmätare och varvräknare monterade i tank-konsolen. Exciter hade mätarhus ovanpå huven.
- STX kom endast i färgerna svart och vit bortsett från dekalerna.

## STX-serien år från år
1976 STX340 och STX440 var fläktkylda tvåtaktare. 
1977 STX-modellen för året var samma snöskoter som året innan. Sidodekalerna på huven blev ändrade.